# Schnauferlstall Burghausen
Der Schnauferlstall Burghausen bzw. Schnauferl-Stall Burghausen war ein Automuseum in Bayern.

## Geschichte
Der Arzt Heiner Lohrer gründete sein Museum je nach Quelle entweder 1972 oder 1974. Er öffnete es zwischen Ostern und Oktober an den Wochenenden für Besucher. 1990 wurde berichtet, dass das Museum wegen Umbauarbeiten geschlossen sei. Eine Wiedereröffnung ist nicht bekannt.

## Ausstellungsgegenstände
Im Museum waren acht bis zehn Automobile ausgestellt.
Im Einzelnen bekannt sind:
- Adler Trumpf 1935[2]
- Austin-Healey[2]
- BMW 319 1935[3]
- BMW Dixi 1929[3]
- Bugatti Type 37 A 1929[2][3]
- Bugatti Type 43[2]
- DKW F 1 Monoposto 1930[3]
- Hanomag 3/16 PS 1928[3]
- Opel[2]
- Rolls-Royce 20/25 hp[3]
- Tempo Boy 1952[3]

Außerdem war mindestens ein Motorrad, eine BMW R 32 von 1924, ausgestellt.